# Paul de Fieubet
Pour les autres membres de la famille, voir Famille de Fieubet.
Paul de Fieubet de Réveillon, né en 1664 et mort le 1er mars 1718, est un magistrat français, issu d'une grande famille de la noblesse de robe, dont les membres siègent aux Parlements de Paris et de Toulouse et qui est possessionnée dans le Blésois. Lui-même conseiller au Parlement de Paris et maître des requêtes, il siège au Conseil des affaires du dedans du royaume pendant la polysynodie. Il meurt pendant qu'il exerce cette fonction.

## Biographie

### Une famille de parlementaires
Paul de Fieubet de Réveillon est le fils aîné d'Anne de Fieubet (1630-1705), seigneur de Launac, conseiller au Parlement de Paris, maître des requêtes et d'Elisabeth Blondeau (morte en 1705) fille de Gilles Blondeau, président en la Chambre des comptes et de Madeleine de Boultz. Il porte le prénom de ses ancêtres de la famille Ardier, Paul Ardier et son fils Paul II Ardier.
Il a pour frères :
- N... (mort en janvier 1686) seigneur de Marrival ;
- Gaspard, seigneur de Soisy, président en la Chambre des Comptes, mort sans alliance le 16 septembre 1722[1].

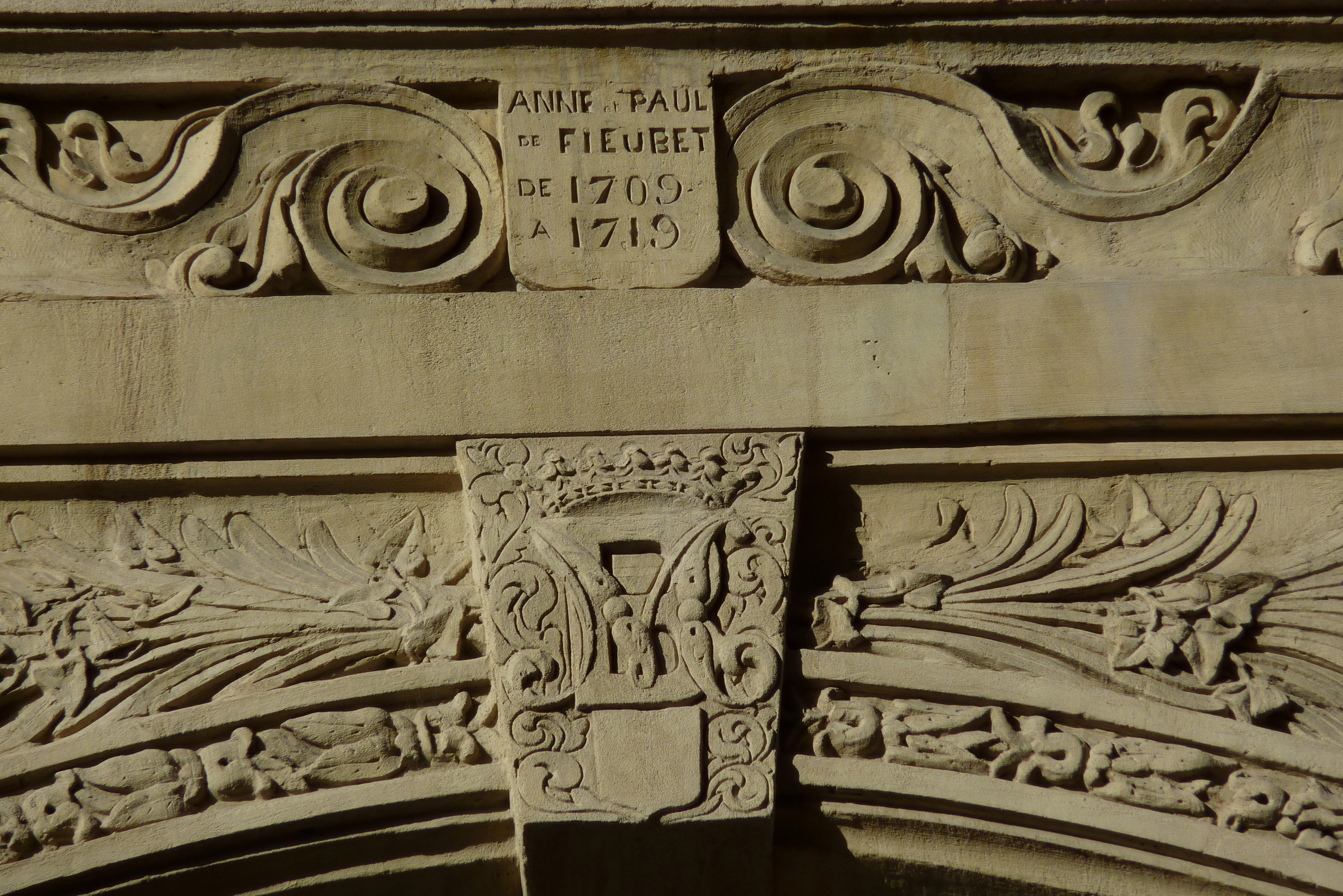
Hôtel Fieubet, Paris, détail de la façade où sont gravés les noms du père et du fils : "Anne et Paul de Fieubet

Le président du Parlement de Provence Guillaume de Fieubet (1585-1636) est son arrière-grand-oncle. C'est son oncle, Gaspard de Fieubet (mort en 1694), chancelier de la reine, qui, après l'avoir acheté en 1676, fait rénover le fameux hôtel Fieubet à Paris, dans lequel il reçoit une société choisie, dont La Fontaine, Madame de Sévigné, et même la marquise de Brinvilliers, qui est une lointaine cousine.
Paul de Fieubet épouse Angélique-Marie de Fourcy (1672 - 6 janvier 1720), fille de Henri de Fourcy, prévôt des marchands de Paris et conseiller d'Etat, et de Madeleine Boucherat.
La famille de Fieubet fait partie d'un dense réseau de familles alliées cumulant des charges au Parlement de Paris, dont la dynastie ministérielle des Phélypeaux de Pontchartrain constitue un maillon important.

### Du Parlement au Conseil du dedans
Paul de Fieubet de Réveillon est conseiller au Parlement de Paris en 1689 et maître des requêtes en 1690. Il est conseiller au Grand conseil.
En septembre 1715, dans le cadre du système de la polysynodie, Paul de Fieubet entre au Conseil des affaires du dedans du Royaume, en même temps que son gendre, Pierre Gilbert de Voisins, entre au Conseil de finances. On ignore les raisons profondes qui poussent le Régent à le nommer à ce poste, puisqu'il ne connaît pas l'administration des provinces, n'ayant jamais été intendant.
Au Conseil du dedans, les attributions de Fieubet sont situées dans la moitié Sud de la France et comprennent l'Auvergne, la Provence, la Guyenne, le Béarn et le Languedoc. Pour l'administration de ces provinces, il doit tenir compte des conflits de compétences avec le Conseil de finances.
Par ailleurs, il participe à l'opération du visa de décembre 1715 - janvier 1716, qui consiste à vérifier les dettes de l'État, dans le but avoué de les réduire, en révisant les billets d'État avant d'en émettre d'autres. Fieubet est alors membre du bureau chargé de vérifier les billets de la caisse des emprunts et du sieur Legendre. Fieubet meurt en mars 1718 dans l'exercice de ses fonctions.

### De riches seigneurs

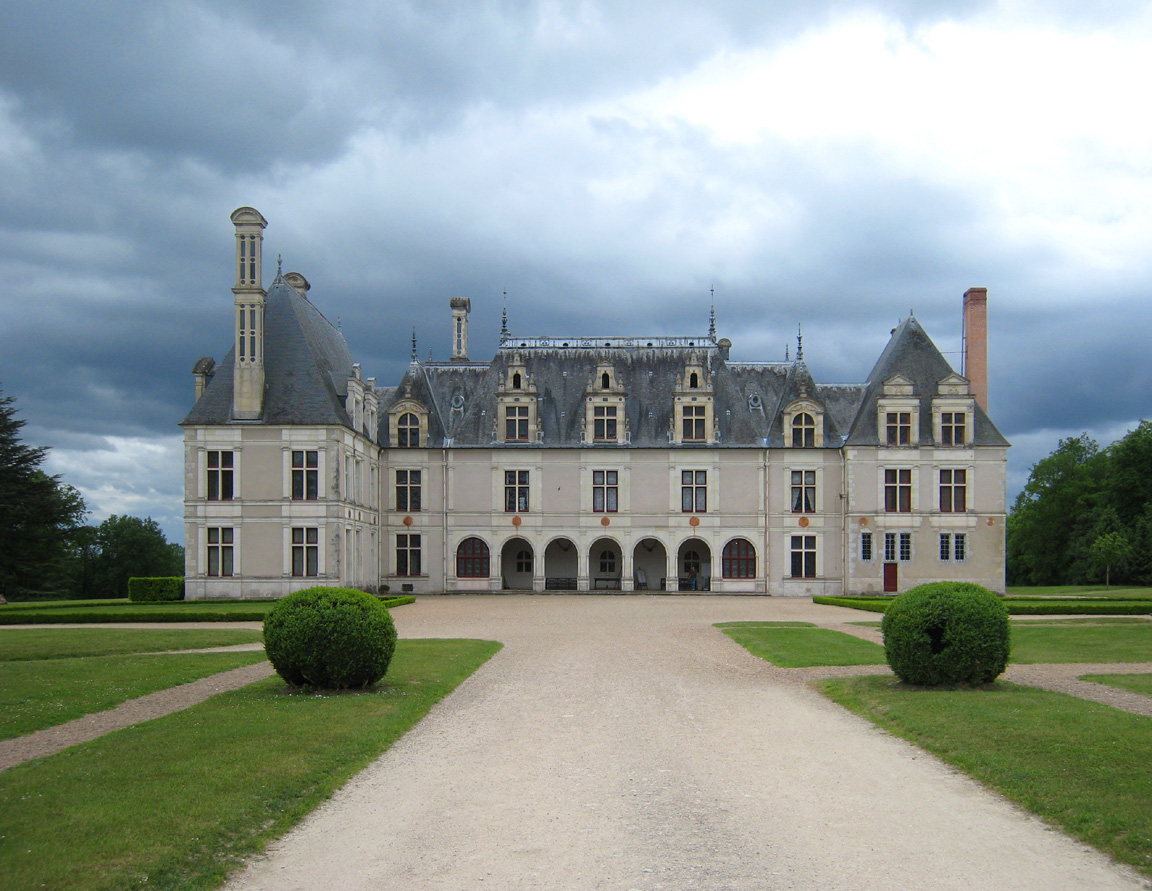
Château de Beauregard (Loir-et-Cher)

Paul de Fieubet est seigneur de Sivry (commune de Saizy) par sa mère, Cendray, de Nevillon, de Launac, de Beauregard et de Vineuil. Il hérite de ces deux dernières seigneuries quand son oncle Gaspard de Fieubet se retire dans un monastère, en 1688. Celui-ci les a acquis par son mariage avec Marie Ardier. Le château de Beauregard est richement meublé et abrite la fameuse « galerie des illustres », composée de plus de 300 portraits de personnages historiques, qui fait toujours la réputation de ce château.
Après Gaspard de Fieubet, le propriétaire de l'hôtel Fieubet à Paris est son frère Anne. À sa mort, les deux fils d'Anne, Paul et Gaspard de Fieubet, en héritent et en sont copropriétaires, Paul pour les deux tiers et Gaspard pour un tiers.
Le fils de Paul de Fieubet, Louis-Gaspard, est, au moment de sa mort en 1762, à la tête d'une fortune de 600 000 livres, composée pour un tiers de biens fonciers, pour 20 % d'immeubles (notamment parisiens), mais aussi de biens meubles, de rentes, etc..

## Descendance
Paul de Fieubet et Angélique-Marie de Fourcy ont quatre enfants :
- Louis-Gaspard (1690-1762), vicomte de Beauregard, seigneur de Vineuil et de Castanet, conseiller au Parlement de Paris, épouse Marie-Anne du Molin, fille de Pierre du Molin ;
- Arnaud-Pierre (1700-1767), brigadier des armées du roi, épouse Catherine-Henriette Feydeau, fille de Henri Feydeau, dont postérité ;
- Marie-Louise ou Anne-Louise épouse le 25 juillet 1714 Pierre Gilbert de Voisins, avocat général au Parlement de Paris, conseiller d'Etat, dont postérité ;
- Élisabeth-Antoinette épouse le 20 août 1722 Antoine-Louis Lefèvre de Caumartin, maître des requêtes, conseiller d'Etat, dont postérité[1].

## Héraldique
| Blason | Blasonnement : D'azur au chevron d'or accompagné en chef de deux croissants d'argent et en pointe d'une montagne isolée de même |

À l'époque moderne, les armoiries de ce type sont nombreuses. Le chevron d'or sur champ d'azur est la pièce honorable la plus utilisée, parce qu'il représente l'idée d'élévation. Il est souvent accompagné d'un meuble en pointe.